# James Pimm
James Pimm, né en 1798 et mort le 16 août 1866, était le fils d'un métayer et à qui on doit l'invention du cocktail à base de gin qui porte désormais son nom, le Pimm's.
Né et élevé à Newham, dans le Kent, il s'installe à Londres comme vendeur de fruits de mer. Il ouvre son premier bar à huîtres en 1823 et, en dix ans, se retrouve à la tête de cinq établissements.
Pimm invente son cocktail dans le but d'accompagner ses coquillages, et la recette est gardée secrète jusqu'à ce jour - six personnes seulement au sein de la compagnie en auraient connaissance.
James Pimm est enterré à East Peckham, dans le Kent.